# Route nationale 126
Die Route nationale 126, kurz N 126 oder RN 126, ist eine französische Nationalstraße.
1824 wurde die Straße bestehend aus zwei Abschnitten zwischen Caussade und Saint-Flour in das Straßennetz aufgenommen. Ihr Straßenverlauf geht auf den der Route impériale 146 zurück. Die Gesamtlänge betrug 121 Kilometer. 1973 wurde der Abschnitt zwischen Aurillac und Murat von der Nationalstraße 122 übernommen. 1978 wurde aus Abschnitten der Nationalstraßen 621 und 622 eine neue Straßenführung der N 126 gebildet:
- N 621 Toulouse – Soual
- N 622 Soual – Castres

Diese Führung wurde 2006 zwischen Toulouse und einer Straßenkreuzung mit der Départementsstraße 42 westlich von Cuq-Toulza im Département Tarn abgestuft, da zwischen dieser Kreuzung und dem Ende der Autobahn 680 bei Verfeil die D 20 des Départements Haute-Garonne und D 42 des Dépratementes Tarn zu Schnellstraßen ausgebaut werden sollen. Die restliche N 126 wird künftig zur Schnellstraße ausgebaut und auf Umgehungsstraßen gelegt. Langfristig erfolgt der Ausbau dieser Straßen zum Teil der A 680.
Da im Winter der Pass Col de Cère nicht passierbar war, erstellte man einen Scheiteltunnel, der 1843 eröffnet wurde. 2007 erfolgte die Fertigstellung eines parallel zum alten verlaufenden neueren Tunnel, sodass der erste seitdem als Flucht- und Rettungsweg benutzt werden kann.

## Streckenverlauf
| Position | höchste zulässige Gesamtgeschwindigkeit | Fahrbahnen | Typ                          | Abschnitt    | Längengrad | Breitengrad |
| -------- | --------------------------------------- | ---------- | ---------------------------- | ------------ | ---------- | ----------- |
| 1        | 110                                     | 2          | Beginn an Kreisverkehr       |              | 43.5706    | 1.9747      |
| 2        | 110                                     | 2          | Vollständige Anschlussstelle | Puylaurens   | 43.5542    | 2.0040      |
| 3        | 110                                     | 2          | Ende an Kreisverkehr         |              | 43.5577    | 2.0520      |
| 4        | 110                                     | 2          | Beginn an Kreisverkehr       |              | 43.5575    | 2.0940      |
| 5        | 110                                     | 2          | Ende an Kreisverkehr         |              | 43.5662    | 2.1280      |
| 6        | 90                                      | 2          | Beginn an Kreisverkehr       |              | 43.5964    | 2.2155      |
| 7        | 90                                      | 2          | Ende der Autobahn            | N112 D612_81 | 43.5968    | 2.2189      |